# Конец парада (мини-сериал)
«Коне́ц пара́да» (англ. Parade’s End) — британо-американо-бельгийский мини-сериал. Премьера состоялась на телеканале BBC-2 24 августа 2012 года. Сюжет является адаптацией одноименной серии романов Форда Мэдокса Форда.
Сериал включает в себя пять эпизодов. Режиссёр — Сюзанна Уайт, сценарий — Том Стоппард. В ролях: Бенедикт Камбербэтч, Ребекка Холл, Аделаида Клеменс, Руперт Эверетт, Миранда Ричардсон, Энн-Мари Дафф, Стивен Грэм, Роджер Аллам, Джанет Мактир и др.

## Сюжет
На закате эдвардианской эпохи Кристофер Тидженс вступает в разрушительный брак с прекрасной, но коварной светской львицей Сильвией, понёсшей дитя, возможно, и не от него. Кристофер решает хранить верность своей жене всю жизнь, несмотря на её неверность. Но в его жизнь, словно лучик света, врывается бесстрашная молодая суфражистка Валентина Уонноп. Перенося нас из сверкающих салонов высшего света Лондона в окопы на полях сражений во Франции, «Конец парада» знаменует собой переломный момент прошлого века, когда уверенность в завтрашнем дне исчезла и судьбы изменились навсегда.

## В ролях
- Бенедикт Камбербэтч — Кристофер Тидженс[1][2]
- Ребекка Холл — Сильвия Тидженс[1]
- Аделаида Клеменс — Вэлентайн Уонноп[3][4]
- Руперт Эверетт — Марк Тидженс, сводный брат Кристофера
- Стивен Грэм — Винсент Макмастер, писатель, друг Кристофера
- Миранда Ричардсон — миссис Уонноп, мать Валентины
- Энн-Мари Дафф — Эдит Дюшмен
- Роджер Аллам — генерал Эдвард Кэмпион
- Джанет Мактир — миссис Саттертуэйт, мать Сильвии
- Фредди Фокс — Эдвард Уонноп, брат Вэлентайн
- Джек Хьюстон — Джеральд Дрейк
- Том Мисон — Питер «Потти» Пероун
- Анна Скеллерн — Бобби Пелхам
- Патрик Кеннеди[англ.] — капитан Маккечни
- Стивен Робертсон — полковник Билл Уильямс
- Нед Деннеби — отец Консетт
- Руфус Сьюэлл — преподобный Дюшмен, муж Эдит
- Алан Ховард — Тидженс-старший
- Миша Хендли — Майкл Тидженс (в возрасте 4 лет)
- Руди Гудман — Майкл Тидженс (в возрасте 8 лет)
- Люсинда Рейкс — Иви «Алло Централ», служанка Сильвии
- Джейми Паркер — Браунли

## Отзывы и критика
Ребекка Холл за роль Сильвии номинировалась на BAFTA-TV в 2013 году, а Бенедикт Камбербэтч за свою актёрскую работу был выдвинут на премию «Эмми».

### Награды и номинации
| Награда                            | Категория                                         | Номинант(ы)                                               | Результат |
| ---------------------------------- | ------------------------------------------------- | --------------------------------------------------------- | --------- |
| Прайм-таймовая премия «Эмми»       | Лучшая мужская роль в мини-сериале или фильме     | Бенедикт Камбербэтч                                       | Номинация |
| Прайм-таймовая премия «Эмми»       | Лучший сценарий — мини-сериал или фильм на ТВ     | Том Стоппард                                              | Номинация |
| BAFTA Television Awards            | Лучшая женская роль                               | Ребекка Холл                                              | Номинация |
| BAFTA Television Awards            | Лучший мини-сериал                                | Том Стоппард, Сюзанна Уайт, Дэвид Пэрфитт и Дэмиен Тиммер | Номинация |
| BAFTA Television Awards            | Лучший дизайн-костюмов                            | Шина Нейпир                                               | Победа    |
| BAFTA Television Awards            | Лучший макияж и дизайн причёсок                   | Ян Арчибальд                                              | Номинация |
| BAFTA Television Awards            | Лучший дизайн                                     | Мартин Чайлдс                                             | Номинация |
| BAFTA Television Awards            | Лучшие спецэффекты и графический дизайн           | Руперт Рей                                                | Номинация |
| BAFTA Television Awards            | Лучший автор сценария — драма                     | Том Стоппард                                              | Номинация |
| FIPA                               | Лучший мини-сериал или сериал                     |                                                           | Номинация |
| FIPA                               | Лучший сценарий                                   | Том Стоппард                                              | Победа    |
| Британское общество кинооператоров | Лучшая операторская работа в телевизионной драме  | Майк Или                                                  | Номинация |
| Премия Гильдии британской прессы   | Лучший актёр                                      | Бенедикт Камбербэтч                                       | Победа    |
| Премия Гильдии британской прессы   | Лучший актёр                                      | Роджер Аллам                                              | Номинация |
| Премия Гильдии британской прессы   | Лучшая актриса                                    | Ребекка Холл                                              | Победа    |
| Премия Гильдии британской прессы   | Лучший драматический сериал                       |                                                           | Победа    |
| Премия Гильдии британской прессы   | Лучший сценарий                                   | Том Стоппард                                              | Победа    |
| Broadcast Awards                   | Лучший драматический сериал                       |                                                           | Номинация |
| Выбор телевизионных критиков       | Лучшая мужская роль в телефильме или мини-сериале | Бенедикт Камбербэтч                                       | Номинация |
| Выбор телевизионных критиков       | Лучшая женская роль в телефильме или мини-сериале | Ребекка Холл                                              | Номинация |
| Royal Television Society Awards    | Лучший драматический сериал                       |                                                           | Номинация |
| Royal Television Society Awards    | Лучший дизайн — драма                             | Мартин Чайлдс                                             | Номинация |
| Royal Television Society Awards    | Лучший графический дизайн титров                  | Руперт Рей                                                | Победа    |
| South Bank Sky Arts Awards         | Лучшая телевизионная драма                        |                                                           | Победа    |
| Премия международной прессы        | Лучший актёр — мини-сериал или телефильм          | Бенедикт Камбербэтч                                       | Номинация |